# 咲良さく
咲良 さく（さくら さく）は、日本の女性声優。主にアダルトゲームに出演。

## 出演作品
※太字はヒロインまたは主役

### アダルトゲーム

#### 2005年
- クリーク・クリーク 〜先生、私も戦います!〜（小浜 小夜子）

#### 2006年
- いじってプリンセス外伝 シャルロット受難（ブリジット）
- いな☆こい! 〜お稲荷さまとモテモテのたたり〜（葛葉）
- かみさまの宿っ!（長谷川 朱美）
- 戦場デ少女ハ躰ヲカケル（ニコレット・フォーチュン、イザベル・マクファーソン）

#### 2007年
- いな☆こい! ファンディスク（葛葉）
- ごっちる -ラブリーレディーメーカー-（ローズ・ド・モルガン）
- 式神 〜桔梗の華に秘めたる想い〜（氷上 侑子）
- 人妻戦隊アイサイガーPOWERED（茜島 蘭牙〔キョウサイガー/サイガーオーキッド〕）

#### 2008年
- 恋する式(おとめ)〜SHIKIGAMI 2008〜（氷上 侑子）
- Before Dawn Daybreak 〜深淵の歌姫〜（クローディア）
- 人妻戦隊アイサイガーFLASH（茜島 蘭牙〔サイガーオーキッド〕）
- 人妻戦隊アイサイガーぱいぱいポン! 地球のピンチだ、宇宙人妻魔女襲来!!（茜島 蘭牙〔サイガー・F・オーキッド〕）

#### 2009年
- 真説 猟奇の檻 第2章（日泉 ひかる）
- 夢幻廻廊2〜螺旋〜（トモ）